# آبی تمام‌عیار
آبی تمام‌عیار (ژاپنی: パーフェクトブルー هپبورن: Pāfekuto Burū) یک انیمه ژاپنی در ژانر تریلر روان‌شناختی به کارگردانی ساتوشی کن است. از این انیمه به عنوان تاریک‌ترین انیمه تاریخ سینما یاد می‌شود. این فیلم محصول سال ۱۹۹۷ کشور ژاپن است که توسط استودیو مدهاوس ساخته شده‌است. فیلم‌نامه این فیلم توسط سادایوکی مورایی بر اساس رمان آبی تمام‌عیار: دگردیسی کامل نوشته یوشیکازو تاکئوچی به رشته تحریر درآمده است. از صداپیشگان آن می‌توان به جونکو ایوائو، ریکا ماتسوموتو، شیهو نیاما، ماساکی اوکورا، شینپاچی سوجی و امیکو فوروکاوا اشاره کرد.

## خلاصه داستان
فیلم دربارهٔ دختری جوان به اسم میما کریگوی روایت می‌شود. کسی که اگرچه به عنوان خوانندهٔ اصلی یک گروه موسیقی پاپ هواداران و کشته-مُردهٔ بسیاری دارد، اما تصمیم می‌گیرد خوانندگی را ترک کند و وارد دنیای بازیگری شود. ورود او به این عرصه اتفاقات عجیب و ترسناکی را برایش رقم می‌زند…

## مفهوم
پرفکت بلو همانند بسیاری از آثار دیگر ساتوشی کن از جمله پاپریکا به مفهوم ازبین رفتن مرز بین خیال و واقعیت و در هم آمیختن این دو با یکدیگر می‌پردازد. از عناصر دیگر این فیلم می‌توان به تجاوز و جنون و خشونت آن اشاره کرد.
دربارهٔ معنی اسم پرفکت بلو یا آبی تمام عیار نظرات مختلفی وجود دارد. ساتوشی کن در مصاحبه اش در این مورد می‌گوید:
 این یک سؤال متداول است و در عین حال پاسخ دادن به آن برای من بسیار دشوار است. صادقانه بگویم، من از آن استفاده کردم زیرا عنوان رمان اصلی بود [آبی کامل: انحراف کامل اثر یوشیکازو تاکوچی، منتشر شده در سال ۱۹۹۱]. گمان می‌کنم کلمات اهمیتی داشته باشند، اما با تغییر داستان و احتمالاً موضوع، حدس می‌زنم که معنی آن از بین رفت. من فقط این را حدس می‌زنم چون رمان را نخواندم. فقط طرح اولیه داستان را خواندم چیزی که به پروژهٔ من بسیار نزدیک بود. من و تیم سازنده دربارهٔ تغییر عنوان انیمه بحث کردیم، اما من آن را دوست داشتم زیرا که مهم و مرموز به نظر می‌رسید.

## داستان کامل
پس از بازیگر شدن میما، اولین پروژهٔ او بازی در نقش بسیار کوتاهی در یک سریال جنایی سیاه است. سریالی که طرفدارانش را ناامید می‌کند و همین باعث می‌شود تا او توسط مرد مرموزی به نام مِمانیا که همیشه او را زیر نظر دارد پیامی با عنوان «خیانتکار» دریافت کند. اما رومی هیداکا به عنوان مدیر برنامه‌هایش به او قوت قلب می‌دهد که باید این چیزها را نادیده بگیرد. از یک طرف میما می‌خواهد هرچه سریع‌تر در حوزهٔ بازیگری هم به جایگاهی که با خوانندگی به آن به‌دست پیدا کرده بود برسد و از طرفی دیگر تنها راهی که فعلاً پیش‌رو دارد پیشنهادی است که نویسندهٔ سریال به او می‌دهد که اگر او قبول کند در یک صحنهٔ غیراخلاقی بازی کند، نقش او پررنگ‌تر می‌شود. میما قبول می‌کند و این آغازی است بر شروع فروپاشی روانی او. چون این کار به معنی از بین رفتنِ تصویر ستارهٔ معصوم و پاکی است که به عنوان خواننده در ذهن مردم بر جای گذاشته بود. در همین حین، او با وبسایتی به اسم «اتاق میما» برخورد می‌کند که وقایع و جزئیات زندگی روزمرهٔ او را از زبان خودش برروی اینترنت منتشر می‌کند. نویسندهٔ وبسایت شخصیت خوانندهٔ میما را ستایش می‌کند و از بدبختی‌هایی که بعد از رها کردن آن برای میما ایجاد شده حرف می‌زند. میما شگفت‌زده می‌ماند که این کیست که این‌گونه از افکار و جزئیات احساسات او خبر دارد. اتفاقات بدتری که در ادامه برای میما می‌افتد، باعث می‌شود تا او رسماً خط اتصالش با دنیای واقعی را از دست بدهد و در وضعیت روانی بی‌ثبات و شکننده‌ای قرار بگیرد. میما در توهماتش خودِ گذشته‌اش را می‌بیند که دائماً او را مورد سرزنش قرار می‌دهد و می‌گوید: من میمای واقعی هستم، نه تو!
مدتی بعد افرادی که با میما ارتباط کاری داشته‌اند یا به او نزدیک بوده‌اند به طرز وحشتناکی کشته می‌شوند. میما که حالش بدتر شده، قادر به تشخیص واقعیت از خیال نیست و حتی نمی‌داند اتفاقاتی که می‌افتند واقعی هستند یا تنها در توهمات او رخ می‌دهند. یک شب که رومی به خانه اش می‌آید، در لباس رسمی گروه cham همان گروهی که میما خوانندهٔ آن بود، جلویش ظاهر می‌شود و می‌گوید: من میمای واقعی هستم! رومی که دچار جنون شده بود، تصور می‌کرد میمای واقعیست و می‌خواست میما را به قتل برساند تا ثابت کند که تنها یک میما وجود دارد و او خودش یعنی رومی است. وبسایتی که وقایع روزانه میما را می‌نوشت هم رومی ساخته بود و با نوشتن مطالبی همچون: «من پشیمانم که بازیگر شدم»، «دوست دارم برگردم و دوباره با گروه چم بخونم»، «اونا منو مجبور می کنن که این کارا رو انجام بدم!» و… قصد داشت ثابت کند که میمای واقعی همان میمای خواننده است و مطالب سایت از زبان خود میماست. میما که متوجه می‌شود تمام این قتل‌ها را رومی انجام داده بود، می‌ترسد و از دست رومی فرار می‌کند. اما توهماتش رومی را به شکل گذشته خودش درمی‌آورند و او دائماً به جای رومی، خودش را می‌بیند که به قصد کشت با چاقویی دنبالش افتاده و تعقیبش می‌کند. در ادامه تعقیب و گریز و زخمی شدن هر کدام، ماشینی به هردوی آن‌ها اصابت می‌کند و رومی و میما روی زمین می‌افتند و بیهوش می‌شوند. مدت طولانی از این ماجرا می‌گذرد. میما بهبودی خود را بدست می‌آورد. در سکانس پایانی فیلم، میما به دیدن رومی در تیمارستان می‌رود. میما که حسابی به خاطر بازی در فیلمها معروف شده، از آنجا خارج شده و سوار ماشینش می‌شود، رو به آینه نگاه می‌کند و می‌گوید: اما من واقعی هستم!

## جوایز و میراث
این انیمه بسیار مورد توجه منتقدان و طرفداران قرار گرفت و در گیشه هم موفق عمل کرد و جوایزی را در جشنواره فانتزیا در مونترآل کانادا و جشنواره فیلم فانتاسپورتو پرتغال در سال ۱۹۹۸ به دست آورد.
بعدها الهام بخش فیلم‌هایی از جمله فیلم قوی سیاه (۲۰۱۰) با بازی ناتالی پورتمن شد.
همچنین دارن آرونوفسکی بابت حق کپی عین به عین یک سکانس از این انیمه در وان حمام، برای استفاده در فیلم مرثیه‌ای بر یک رؤیا، ۵۹ هزار دلار به ساتوشی کن پرداخت کرد.